# 根号

根号的符号

在數學中，根号被用來表示一個數 x 的平方根或 n 次方根，分別寫作 {\displaystyle {\sqrt {x}}} 及 {\displaystyle {\sqrt[{n}]{x}}}，分別讀作「二次根號 x 」及「 n 次根號 x 」。有時在文字系統不支援數學式的時候，會使用“√”來代替平方根。

## 用例

### 平方根
在√下以橫式書寫，必要時須加強橫線長度或以不同大小的根號來表示嵌套算式。
{\displaystyle {\sqrt {2\,}},\quad {\sqrt {x\,}},\quad {\sqrt {x+y+z+w+\cdots \;}},\quad {\sqrt {x+{\sqrt {x+{\sqrt {x+{\sqrt {x+\cdots \ }}\;}}\;}}\,}}}
運算次序因橫線所及之處而有所不同。在某些印刷情況下，在後方有其他算式時不易判斷運算次序，因此可使用乘號或是括號來分離。
{\displaystyle {\sqrt {x}}\,y=\left({\sqrt {x}}\right)y={\sqrt {x}}\cdot y\neq {\sqrt {xy}}}
非負數的平方根代表該數的 1/2 次方，根號有時會以冪來表示。
{\displaystyle {\sqrt {x}}=x^{1/2}}

### 高次方根
對於三次以上的方根，會在 √ 左上有加上一個小數字來表示其次數。通常只在次數是整數時才會用根號表示，而非整數次數的情況通常就以冪次表示。
{\displaystyle {\begin{aligned}{\sqrt[{3}]{x}}&=x^{1/3}\\{\sqrt[{4}]{x}}&=x^{1/4}\\&\vdots \\{\sqrt[{n}]{x}}&=x^{1/n}\end{aligned}}}

## 符號
| 記号 | Unicode | JIS X 0213 | 字符實體引用             | 名称                 |
| ---- | ------- | ---------- | ------------------------ | -------------------- |
| √    | U+221A  | 1-2-69     | &radic; &#x221A; &#8730; | 根號 SQUARE ROOT     |
| ∛    | U+221B  | -          | &#x221B; &#8731;         | 三次根號 CUBIC ROOT  |
| ∜    | U+221C  | -          | &#x221C; &#8732;         | 四次根號 FOURTH ROOT |